# William Waad
William Waad (alternativt Wade eller Wadd), född 1546, död 21 oktober 1623, var en engelsk statsman, diplomat och även Lieutenant of the Tower of London. Waad var den äldste sonen till parlamentarikern Armagil Waad och hans andra fru Alice Patten. Båda Waads föräldrar dog under 1568 och då hans äldre halvbröder (från Armagils första äktenskap) redan hade avlidit fick Waad ärva familjens egendom. 1571 skrevs han in på Gray's Inn och några år senare började han resa runt i kontinentaleuropa. I juli 1576 bodde Waad i Paris och han bekantade sig där med den politiske filosofen Jean Bodin. Waad reste nu runt under slutet av 1570-talet och han var bland annat i Blois, Venedig, Florens och Strasbourg innan han återvände till Paris i början av 1580-talet.
I juli 1583 reste Waad till Danmark för att inviga Fredrik II av Danmark i Strumpebandsorden. Han reste sedan till Spanien för att försöka tala med Filip II av Spanien, men kung Filip vägrade och tvingade ut Waad ur landet. Waad reste kort därefter tillbaka till England för att försöka övertala Maria Stuart att samarbeta med Elisabet I av England. Under slutet av drottning Elisabets regeringstid arbetade Waad mycket med att försöka spåra jesuiter (som inte var uppskattade i England vid tillfället) och upptäcka konspirationer mot drottningen.
Jakob I av England adlade Waad år 1603 och han anställdes som Lieutenant of the Tower of London. Han var med och skötte tortyrförhören av konspiratörerna bakom krutkonspirationen sent under 1605 och tidigt under 1606. Waad pensionerade sig 1613 och avled tio år senare, den 21 oktober 1623.